# Гроза (батальйон)
Батальйон «ГРОЗА» — 3-й батальйон оперативного призначення Першої Президентської бригади оперативного призначення НГУ «Буревій» Національної гвардії України.

## Історія
З осені 2023 року по літа 2024 року батальйон «ГРОЗА» у складі 1 БрОП НГУ «Буревій» виконував бойові завдання у Серебрянському лісництві Луганської області. Особовий склад батальйону успішно здійснював як оборонні, так і штурмові дії, відзначившись просуванням до 2 км на напрямку.

### Відомі персони у складі батальйону
- Шевченко Денис Валерійович — капітан Національної гвардії України, Герой України (2024, посмертно)[4].
- Кома Кома — український музичний EDM-виконавець і продюсер, приєднався[5] до батальйону «ГРОЗА» 15 лютого 2024 року.
- Віктор Цвіліховський — редактор Першого національного радіо[6].

### Відео
- Про тих, хто «корисніший» у тилу, баланс служби і концертів та збори — нацгвардієць thekomakoma на YouTube // Army TV, 05 січня 2025
- Offensive Guard. Assault Brigade «Bureviy» на YouTube // ONLINE UA, 31 березня 2023